# Justin Harvey Smith
Justin Harvey Smith (Boscawen, 1857 – Brooklyn, 1930) è stato uno storico statunitense.

## Biografia
Nato a Boscawen, nello stato statunitense del New Hampshire, lavorò con i Charles Scribner's Sons dal 1881 al 1883.
Divenne uno storico specializzato nella guerra messico-statunitense, fu docente al Dartmouth College.  
Nel 1908 abbandonò la carriera scolastica per dedicarsi interamente ai suoi studi  e nel 1920 venne premiato con il premio Pulitzer per la storia e il primo Loubat Prize nel 1923.

## Opere
- The Troubadours at Home, 1899
- Arnold's March from Cambridge to Quebec, 1903
- Our Struggle for the Fourteenth Colony, 1907
- The Annexation of Texas, 1911
- The War with Mexico, 1919